# Fragole e sangue
Fragole e sangue (The Strawberry Statement) è un film del 1970 diretto da Stuart Hagmann, tratto dal libro Fragole e sangue: diario di uno studente rivoluzionario di James Simon Kunen, vincitore del Premio della giuria del 23º Festival di Cannes.

## Trama
San Francisco, Simon, un giovane studente universitario privo di interessi politici e facente parte della squadra di canottaggio viene convinto dal suo compagno di stanza Charlie a partecipare allo sciopero che si sta svolgendo all'interno dell'università contro la decisione del rettore di cedere alle Forze armate una parte dei terreni destinati alla comunità afroamericana, ma l'intenzione dei due ragazzi in realtà non è politica quanto piuttosto l'interesse verso le ragazze che affolleranno l'ateneo.
Nei giorni successivi Simon nota una ragazza, Linda, un'attivista del movimento, ed insieme vengono preposti all'approvvigionamento dei viveri; insieme "requisiscono" degli alimenti, con la simpatica complicità del negoziante, desideroso di frodare l'assicurazione con la motivazione di una rapina, ed il giovane si scopre molto attratto dalla ragazza, che tuttavia dubita della sua dedizione alla causa. Egli inoltre si trova in conflitto con il suo amico e compagno di squadra George, che malvede ciò che sta accadendo intorno a loro, tanto da picchiarlo sotto la doccia, episodio di cui Simon approfitterà per dipingersi come un eroe agli occhi degli occupanti, millantando un'aggressione da parte della polizia (ed il "premio" sarà una fellatio nella sala delle fotocopie di fronte al manifesto del "Che").
Le vicende che si snodano nel sottofondo della nascente storia d'amore tra i due ragazzi sembrano essere prese come un gioco, ma gli eventi che seguiranno porteranno in Simon una nuova consapevolezza civile, tanto da farsi egli stesso promotore di iniziative, fino alla sera in cui la polizia e la Guardia nazionale faranno irruzione all'interno della palestra dove i giovani, inginocchiati e disposti in cerchi concentrici, ritmicamente cantano Give Peace a Chance.
La protesta è chiaramente pacifica ma lo sgombero è condotto in modo brutale e, tra il gas lacrimogeno che invade l'ambiente, gli occupanti sono picchiati e trascinati fuori; anche Linda ed Elliot, un ingenuo compagno di squadra di Simon che ha aderito alla protesta, subiscono la stessa sorte e Simon si lancia verso di loro ma viene bloccato ed un gruppo di agenti lo trattiene a terra: l'ultima immagine mostra solo le sue mani alzate ed aperte a significare la resa di fronte al potere.

## Commento
Sull'onda del successo commerciale di Easy Rider, anche la Metro-Goldwyn-Mayer, all'epoca sotto la guida dell'energico Herbert Solow, modifica i propri indirizzi produttivi, in materia di temi affrontati - una maggiore attenzione ai movimenti di protesta - e di scelta degli autori, finanziando registi come Michelangelo Antonioni (Zabriskie Point, 1970) e Robert Altman (Anche gli uccelli uccidono, 1970).
Per questo Fragole e sangue la scelta cade su Stuart Hagmann, un esordiente, con precedenti nel documentario televisivo e il cui percorso nel cinema non sarebbe andato oltre una seconda regia (La ragazza di Greenwich Village, 1971), prima di tornare alla tv a dirigere fiction.
La freschezza dell'approccio, la curiosità e lo spirito di osservazione del documentarista, l'assenza di velleità autoriali, pur nell'uso insistito, quasi disturbante, di vorticosi movimenti circolari della cinepresa, o dello zoom, e nel montaggio frenetico, contribuiscono a fare del film una delle testimonianze più autentiche e sincere del movimento pacifista negli USA, degli anni sessanta e settanta.
A ciò va aggiunto il soggetto, ossia il romanzo di James Kunen, ispirato a fatti reali, che si prestava a rappresentare le diverse anime di quel movimento. Nella rivolta degli studenti di New York, contro la vendita all'esercito di terreni destinati a servizi per la comunità afroamericana, da parte di un'università la cui ricerca era per metà finanziata dal Dipartimento della difesa, si possono trovare l'istanza anti-autoritaria, la lotta del movimento per i diritti civili, il pacifismo, la libertà della scienza dai condizionamenti dei poteri forti.
Il film fu ambientato, tuttavia, a San Francisco e, nei titoli di testa, Stuart Hagmann, nel ringraziare questa comunità, fa riferimento ad altre città (probabilmente New York) "che rifiutarono di collaborare - ritenendo forse che le fragole sono irrilevanti". "Per me, le opinioni degli studenti sono come le fragole" è la dichiarazione attribuita al preside nel romanzo di Kunen, dalla quale è tratto il titolo originale.
Elemento comune ai film sulla contestazione giovanile negli USA (anche quelli citati in precedenza) è il ruolo preponderante della musica, in particolare rock o folk, talora in modo intrusivo e con un effetto di frammentazione del racconto, tipo videoclip. Va comunque segnalata l'efficacia della colonna sonora che comprende musiche di Joni Mitchell e Crosby, Stills, Nash & Young.
E soprattutto resta nella memoria Give Peace a Chance, uno degli inni del movimento pacifista scritta da John Lennon, ritmato da centinaia di mani sul parquet del campo di basket, mentre nel fumo dei gas e nella selvaggia ferocia della Guardia nazionale si consuma l'epilogo. Un finale che ancora oggi, come concordemente riconoscono, pur nella sostanziale freddezza del loro giudizio sul film, gli autori dei due più diffusi dizionari italiani del cinema, lascia un segno profondo.
Sui titoli di testa è inserita la canzone di Joni Mitchell The Circle Game eseguita da Buffy Sainte-Marie.

## Colonna sonora
Questi i brani presenti nel commento sonoro del film attribuiti ai loro rispettivi esecutori:
1. The Circle Game (Joni Mitchell) - Buffy Sainte-Marie
2. Something In The Air (John Keen) - Thunderclap Newman
3. Helpless (Neil Young) - Crosby, Stills, Nash & Young
4. Our House (Graham Nash) - Crosby, Stills, Nash & Young
5. Suite: Judy Blue Eyes (Stephen Stills) - Crosby, Stills & Nash
6. Long Time Gone (David Crosby) - Crosby, Stills & Nash[4]
7. The Loner (Neil Young) - Neil Young
8. Down by the River (Neil Young) - Neil Young
9. Give Peace a Chance (John Lennon / Paul McCartney)
10. Fishin' Blues (tradizionale)
11. Market Basket (Theme from the Strawberry Statement) (Ian Freebairn-Smith) - Ian Freebairn-Smith / MGM Studio Orchestra[4]
12. Cyclatron (Ian Freebairn-Smith) - Ian Freebairn-Smith / MGM Studio Orchestra[4]
13. Big Cats and Little Pussies (Murray MacLeod)
14. Concerto in D minor (Alessandro Marcello) - Ian Freebairn-Smith / MGM Studio Orchestra
15. Also sprach Zarathustra (Richard Strauss) - Karl Böhm / Berliner Philharmoniker
16. Coit Tower (Theme from the Strawberry Statement) (Ian Freebairn-Smith) - Ian Freebairn-Smith / MGM Studio Orchestra[4]
17. Pocket Band (Theme from the Strawberry Statment) (Ian Freebairn-Smith) - Ian Freebairn-Smith / MGM Studio Orchestra[4]

Nel 1970 la colonna sonora fu pubblicata dalla MGM Records in formato doppio vinile con codice di matrice 2SE-14ST.

## Riconoscimenti
- Festival di Cannes 1970: Premio della giuria